# Estación Forel
Forel es una estación de ferrocarril que se ubica en la comuna chilena de Constitución en la Región del Maule. Esta estación es detención del ramal Talca-Constitución, de trocha métrica (1000 m). El servicio de pasajeros, actualmente Tren Talca-Constitución, a principios de la década de 1990 corría con automotores Schindler. Posteriormente se han ocupado automotores Ferrostaal, hasta la fecha de hoy. Los busescarril Ferrostaal generalmente llevan una composición de un coche motor (ADIt) y un remolque (AIt).

## Historia
La estación fue inaugurada en 1896, formando parte de los últimos tramos abiertos del ramal hasta la construcción del puente que cruza el río Maule. Inicialmente tenía el nombre de «El Álamo», sin embargo este fue modificado a «Forel» mediante decreto del 18 de octubre de 1938 en homenaje a François-Alphonse Forel, quien vivió en el lugar.
La estación que existía en el lugar era completamente de madera, que no poseía corredores y su distribución permitía aprovechar la luz solar; esta estación sufrió un incendio en 1986 que la destruyó totalmente y en su reemplazo se instalaron 2 antiguos vagones que hacen de estación de pasajeros.
Durante el siglo XX Forel fue un centro importante para las actividades sociales de los trabajadores del ramal; en 1961 se realizó en la estación un torneo de fútbol entre estaciones, donde triunfó la de Curtiduría.

## Servicios actuales
- Tren Talca-Constitución